# Gislöv
Gislöv is een plaats in de gemeente Trelleborg in het Zweedse landschap Skåne en de provincie Skåne län. De plaats heeft 109 inwoners (2005) en een oppervlakte van 20 hectare. Gislöv wordt vrijwel geheel omringd door akkers. In de plaats staat de kerk Gislövs kyrka, de oudste delen van deze kerk stammen uit de 13de eeuw. De stad Trelleborg ligt zo'n vijf kilometer ten zuidwesten van het dorp.